# Chyliza sauteri
Chyliza sauteri är en tvåvingeart som beskrevs av Shatalkin 1998. Chyliza sauteri ingår i släktet Chyliza och familjen rotflugor. Inga underarter finns listade i Catalogue of Life.